# SIAG Industrie
Die SIAG Industrie GmbH ist ein Unternehmen im Bereich Metallbau und Zulieferer der Energieindustrie mit Sitz in Leipzig (Sachsen).
Hauptproduktionsland ist Tschechien mit drei Standorten in Chrudim, Košťany u Teplice und Běrunice. Ein weiterer Betrieb, die SIAG Tube & Tower GmbH, ist in Leipzig in Deutschland angesiedelt.

## Geschichte
Am Standort Ruhland wurden seit 1921 Stahlprodukte gefertigt. Dieses Unternehmen wurde in der damaligen DDR verstaatlicht. 1954 wurde von der Fa. Erich Klotz in Siegen der Anlagenbau aufgebaut. 
Die Lausitzer Stahlbau Ruhland GmbH und die Klotz Anlagenbau GmbH in Finsterwalde wurden nach der Wende 1996 bzw. 1997 privatisiert und bildeten zusammen die SIAG, die 1999 gegründet wurde. Das 1999 als SIAG Schaaf Industrie AG gegründete Unternehmen war in Familienbesitz, Rüdiger Schaaf und Dagmar Schaaf hielten die meisten Anteile. 1999 wurde das erste Unternehmen im Ausland, die Bohemia Stahlbau in Tschechien, etabliert, ein Jahr später folgte als zweites Unternehmen die SIAG CZ. 2001 nahm in Deutschland die Windenergietechnik GmbH den Betrieb auf. In Frankreich wurde 2003 die SIAG France gegründet. Im Jahr 2004 lief am neuen Standort Leipzig bei der SIAG Tube & Tower GmbH die Produktion an. Seit Bestehen der SIAG wurden 700 zusätzliche Stellen geschaffen. 
Im September 2009 erwarb die SIAG die Schiffbauwerft Nordseewerke in Emden von ThyssenKrupp. Dort wurden seit 2010 auf 550.000 m² und einer Hallenfläche von 75.000 m² Komponenten für die maritime Offshore-Technologie produziert: Stahlrohrtürme, Haupt- und Generatorträger, Windenergieanlagen-Fundamente (Jackets, Tripods, Monopiles) und Transition-Pieces sowie Umspannplattformen. Damit war Emden mit der SIAG Nordseewerke GmbH der größte Produktionsstandort für Offshore-Stahlbaukomponenten der maritimen Offshore-Technologie.
Im Jahr 2011 gab das Unternehmen eine Mittelstandsanleihe aus.

### Insolvenzverfahren 2012–2013
Der Vorstand der Gesellschaft stellte am 19. März 2012 beim Amtsgericht Montabaur einen Insolvenzantrag für die Holding sowie die mit einem Gewinnabführungs- und Beherrschungsvertrag verbundenen Unternehmen. Das Insolvenzverfahren unter Anordnung der Eigenverwaltung wurde am 1. Juni 2012 eröffnet. Im Juli 2012 wurde beschlossen, einen Insolvenzplan für die Sanierung des Unternehmens auszuarbeiten. Zum Zeitpunkt der Insolvenz hatte SIAG 1700 Mitarbeiter. Im März 2013 wurde das Insolvenzverfahren nach Zustimmung der Gläubigerversammlung abgeschlossen, die Unternehmenszentrale wurde schon Ende 2012 von Dernbach im Westerwald nach Dresden verlegt.
Nicht von der Insolvenz der SIAG-Holding betroffen war im Frühjahr 2012 die Siag Stahlbau Ruhland GmbH & Co. KG, weil sie bereits im Juli 2011 an private Gesellschafter verkauft worden war.
Über die SIAG Anlagen GmbH in Massen-Niederlausitz wurde im März 2012 ein Insolvenzverfahren in Eigenregie eröffnet und das Unternehmen aus der SIAG-Gruppe ausgegliedert. Im Mai 2013 wurden in Massen allen Mitarbeitern gekündigt und der Standort geschlossen.
Im Oktober 2012 wurden auch für die SIAG Nordseewerke, die Fundamente für Offshore-Plattformen (für Offshore-Windkraftanlagen) herstellt, ein Insolvenzantrag gestellt, weil deren Anbindung an das Stromnetz an Land stockt und dadurch der Absatz eingebrochen ist. Das saarländische Unternehmen DSD Steel Group, Saarlouis, übernahm Anfang 2013 die SIAG Nordseewerke, erhielt jedoch nur 240 von 750 Arbeitsplätze, deren Weiterbeschäftigung bis Mitte 2014 gesichert war. Ende Mai 2015 beantragten die Nordseewerke, die noch 188 Mitarbeiter hatten, von denen seit September 2014 80 % Kurzarbeit machten, erneut Insolvenz.
Der Vorstand der SIAG bestand aus zwei Personen: Rechtsanwalt Andrew Seidl (Vorsitzender) und Willy Hartung (Finanzvorstand). Bis zum 15. Dezember 2011 war Roland Schüttpelz Finanzvorstand; er wurde dann mit sofortiger Wirkung abberufen.
Das Insolvenzverfahren wurde durch Beschluss des Amtsgerichts Montabaur vom 27. September 2013 aufgehoben. Die Gesellschaft firmiert seit 2013 als SIAG Industries GmbH.

## Beteiligungen
Die Gesellschaft ist (Stand: Ende 2015) an folgenden Unternehmen beteiligt:
- SIAG Tube & Tower GmbH, Leipzig: 100 %
- SIAG CZ s.r.o., Chrudim (Tschechien): 100 %
- SIAG Stahlbau Teplice s.r.o., Kostany u Teplice (Tschechien): 100 %
- SIAG HST GmbH (vormals: SIAG Finsterwalde GmbH), Leipzig: 100 %